# Nikołaj Storonski
Nikołaj Nikołajewicz Storonski (ros. Николай Николаевич Сторонский; ur. 21 lipca 1984 w Dołgoprudnyj) – rosyjski przedsiębiorca i bankier.

## Życiorys
Studiował w Moskiewskim Instytucie Fizyczno-Technicznym, potem uzyskał tytuł magistra ekonomii w Rosyjskiej Szkole Ekonomicznej. Po ukończeniu studiów pracował w firmie Credit Suisse Group i w banku Lehman Brothers. W 2015 roku założył startup Revolut.
W 2022 potępił inwazję Rosji na Ukrainę i zrzekł się rosyjskiego obywatelstwa oraz w liście otwartym zapowiedział, że wraz z platformą Revolut podwoi kwotę darowizn dla Czerwonego Krzyża na rzecz ukraińskich ofiar.
Jego ojcem jest Nikołaj Mironowicz Storonski (ros. Николай Миронович Сторонский), który zajmuje stanowisko zastępcy dyrektora generalnego ds. nauki w spółce akcyjnej „Gazprom Promgaz”.